# Candleshoe
Candleshoe (El secreto del castillo en España y El tesoro del castillo en Hispanoamérica) es una película de familia de 1977 dirigida por Norman Tokar y protagonizada por Jodie Foster, David Niven y Helen Hayes. La producción cinemataográfica está basada en la novela Christmas at Candleshoe del escritor edimburgués Michael Innes.

## Argumento
Casey Brown es una huérfana y pequeña ladrona. Se dedica al gamberrismo con su pandilla en las calles de Los Ángeles. Un día los padrastros con los que vive la venden a Harry Budage, un estafador de poca monta, que decide secuestrarla para llevar a cabo un plan que ha preparado minuciosamente. 
La chica deberá hacerse pasar por Margareth, la nieta desaparecida de Lady Edmund, una anciana rica y propietaria de la mansión Candleshoe en Inglaterra algo que puede hacer, porque se parece mucho a ella. Harry sabe que allí se esconde un tesoro oculto de un antepasado suyo, el pirata Joshua Edmund, a través de su hermana Clara Grimsworthy, que trabajó allí y encontró una pista al respecto y le propone a Casey que descubra pistas para saber donde encontrarlo. Ella accede a cambio del 10 % del tesoro.
Una vez llegado allí, ella consigue pasarse por ella y es aceptada en la familia. Allí empieza a conocer lo que es una familia y empieza a apreciarlos. Sabiendo que tienen problemas financieros, ella los ayuda, mientras que busca el tesoro. Sin embargo Harry roba ese dinero de la familia que necesitaba para solventar esos problemas para solucionar deudas propias en contra de su voluntad y con el propósito de apropiarse del sitio para facilitar aún más la búsqueda. 
Disgustada por lo que hizo y decidida a evitar que acaben en la calle, ella les cuenta todo a ellos. Entonces, decididos a salvar su hogar, ellos buscan también el tesoro. Durante su búsqueda ellos chocan con Harry y sus compinches, que ahora llegan al lugar para buscar el tesoro pensando que ya se habían ido de Candleshoe en sus preparaciones para renunciar al lugar. 
Una lucha ocurre entonces entre ellos, en la que gana la familia. Durante la lucha también consiguen llamar a la policía, que los arresta. Finalmente, por casualidad, ellos encuentran durante la lucha el tesoro. Con ese dinero recuperan su hogar y sus pertenencias, mientras que Casey, en agradecimiento y porque la aprecian por todo lo que hizo, es aceptada como otro miembro de la familia, la cual se queda ahora allí, en su nuevo hogar Candleshoe. 

## Reparto
| Actor              | Papel                     |
| ------------------ | ------------------------- |
| Jodie Foster       | Casey Brown               |
| David Niven        | Priory                    |
| Helen Hayes        | Lady Gwendolyn St. Edmund |
| Leo McKern         | Harry Bundage             |
| Vivian Pickles     | Clara Grimsworthy         |
| Veronica Quilligan | Cluny                     |
| Ian Sharrock       | Peter                     |

## Producción
La película se rodó en Los Ángeles, California y en Warwickshire, Inglaterra, donde se filmó en Compton Wynyates, una mansión del siglo XV que representó Candleshoe Manor. Otros lugares, donde se rodó en Inglaterra  incluyen Severn Valley Railway, el pueblo de Hambleden en Buckinghamshire y Pinewood Studios, donde se filmaron todos los interiores del filme.

## Reception
En el presente, la película ha sido valorada en portales cinematográficos. En IMDb, con unos 4700 votos registrados, el filme obtiene una media ponderada de 6,7 sobre 10. En cuanto a Rotten Tomatoes, los más de 5000 votos registrados le dieron allí una valoración media de 3,8 de 5.